# سلوکوس چهارم

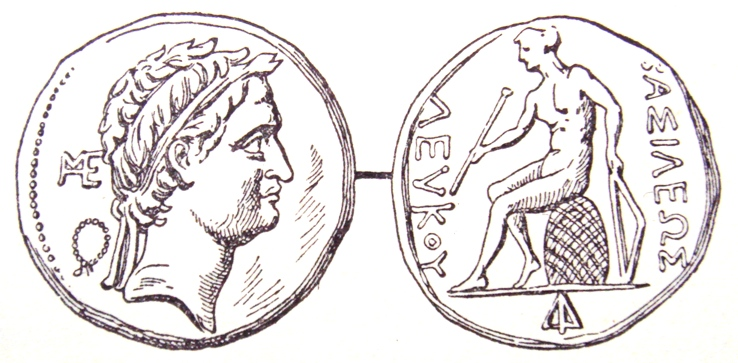
سکهٔ سلوکوس چهارم

سلوکوس چهارم فیلوپاتر (به یونانی: Σέλευκος Δ' Φιλοπάτωρ) پادشاه سلوکی میان سال‌های ۱۸۷-۱۷۵ (پیش از میلاد) بود. سرزمین پادشاهی او سوریه، میانرودان، بابل و ماد و پارس را دربرمی‌گرفت. لقب او فیلوپاتر در یونانی معنای پدردوست می‌دهد.
او که از سوی جمهوری روم برای دادن تاوان جنگی سنگین ناشی از شکست در نبرد ماگنزیا زیر فشار بود، اقدام به اخذ مالیات‌های گوناگون کرد. وی در دورانی از صلح اجباری زندگی می‌کرد. سلوکوس فیلوپاتر به دست وزیرش هلیودوروس کشته شد. در این زمان دیمتریوس یکم پسر و جانشین او در روم گروگان بود، و برادر جوان‌تر سلوکوس آنتیوخوس چهارم در آتن زندگی می‌کرد و کاملا درگیر سیاست‌های آن شهر بود. آنتیوخوس چهارم پس از شنیدن خبر قتل برادر به پرگامون نزد شاه اومنس رفت و از وی کمک خواست. اومنس به وی لشکری داد که آنتیوخوس با کمک آن خود را به انطاکیه سوریه (پایتخت سلوکیان) رسانده و بدون مقاومت هلیودوروس را سرنگون کرده و خود را نایب السلطنه پسر خردسال سلوکوس که نام او هم آنتیوخوس بود کرد. پس از مدتی آنتیوخوس خردسال مرد (احتمالا به قتل رسید) و آنتیوخوس چهارم با نام اپیفانس (تجلی خداوند) تاج گذاری کرد.